# Dipartimento di Genova

Stemma di Genova nell'Impero napoleonico

Il dipartimento di Genova fu uno delle province dell'Impero francese di Napoleone Bonaparte. Fu costituito il 13 giugno 1805 con parte della ex Repubblica Ligure, annessa all'Impero, e parte del dipartimento di Marengo, già appartenente alla Francia (costituito nel 1801) e in quell'occasione ridefinito nei suoi confini. Dalla Repubblica Ligure provenivano le città di Genova e Novi, dal dipartimento di Marengo invece le città di Bobbio, Tortona e Voghera con i rispettivi territori.
Questo dipartimento, come i suoi analoghi, era diviso in Circondari (arrondissement) e in Cantoni. La suddivisione era la seguente:
- Circondario di Genova, cantoni di Genova, Voltri, Sestri Ponente, Rivarolo, San Quirico, Staglieno, Nervi, Recco, Torriglia;
- Circondario di Novi, cantoni di Novi, Serravalle, Gavi, Ovada, Ronco, Savignone, Rocchetta;
- Circondario di Bobbio, cantoni di Bobbio, Ottone, Varzi, Zavattarello;
- Circondario di Tortona, cantoni di Tortona, Castelnuovo Scrivia, Villalvernia, Volpedo, San Sebastiano;
- Circondario di Voghera, cantoni di Voghera, Sale, Silvano, Codevilla, Casteggio, Argine, Broni, Stradella, Soriasco.

A capo di questo Dipartimento Napoleone nominò come prefetti vari aristocratici:
- 8 Ott 1805 -  2 Feb 1806  Jean Xavier Bureaux de Puzy (deceduto in carica),
- 13 Mar 1806 - 11 Feb 1809  Marie-Just-Antoine de La Rivoire, marchese de La Tourette,
- 11 Feb 1809 - 20 Apr 1814  Marc Antoine Bourdon de Vatry.

Il dipartimento di Genova fu soppresso a seguito della caduta di Napoleone, con il ripristino dei precedenti regimi (tra cui la Repubblica di Genova, tra l'aprile e il dicembre 1814) ed in seguito alle decisioni del Congresso di Vienna del 1815 il suo territorio entrò a far parte del Regno di Sardegna.
Attualmente il suo territorio è diviso tre le regioni Liguria, Piemonte, Lombardia ed Emilia-Romagna e le province di Genova, Alessandria, Pavia e Piacenza